# جفری ویلیامز
جفری نیلز ویلیامز (به انگلیسی: Jeffrey Nels Williams) فضانورد اهل کشور ایالات متحده آمریکا است که در ۱۸ ژانویهٔ ۱۹۵۸ میلادی در سوپریور، ویسکانسین زاده شد. وی در مأموریت اس‌تی‌اس-۱۰۱، سایوز تی‌ام‌ای-۸، اکسپدییشن ۱۳، سایوز تی‌ام‌ای-۱۶، اکسپدییشن ۲۱، ۲۲ حضور داشته است.